# Angelica Rubertson
Kerstin Angelica Gertrud Rubertson Axelsson, född 1 juni 1964 i Uppsala men uppvuxen i Motala, är en svensk skådespelare. Under uppväxttiden var hon medlem i den lokala teaterföreningen Motala Teaterverkstad.
I TV-serien Rederiet spelade hon rollen som Sofie Sjögren.

## Teater
- 1980 - Verkstadsborna

## Filmografi
- 2000 – Före stormen
- 1997 - Snoken
- 1993 - Sagan om pappan som bakade prinsessor
- 1992-1994 - Rederiet
- 1990 – Black Jack